# Sidnukovoaivi
Sidnukovoaivi är en kulle i Finland. Den ligger i Utsjoki kommun i landskapet Lappland, i den norra delen av landet, 1 100 km norr om huvudstaden Helsingfors. Toppen på Sidnukovoaivi är 502 meter över havet. Sidnukovoaivi ingår i Paistunturit.
Terrängen runt Sidnukovoaivi är kuperad åt nordväst, men åt sydost är den platt.  Trakten runt Sidnukovoaivi är nära nog obefolkad, med mindre än två invånare per kvadratkilometer. Omgivningarna runt Sidnukovoaivi är i huvudsak ett öppet busklandskap.